# Connithorax
Connithorax barbatus es una especie de araña araneomorfa de la familia Linyphiidae. Es el único miembro del género monotípico Connithorax.

## Distribución
Es un endemismo de Rusia asiática. 